# Бланш (певица)
Элли Дельво (фр. Ellie Delvaux; род. 10 июня 1999, Брюссель, Бельгия), более известная под псевдонимом Бланш (фр. Blanche) — бельгийская певица и автор песен. Бланш являлась представительницей Бельгии на Евровидении 2017 года на Украине с песней «City Lights». Бланш ранее соревновалась в пятом сезоне шоу «The Voice Belgique», где она была членом команды «Cats on Trees».

## Биография
Элли Дельво родилась 10 июня 1999 года в Брюсселе, Бельгия. Она еврейка и знает французский язык, идиш, английский язык и иврит. Благодаря своему старшему брату девушка начала интересоваться музыкой: начала петь и играть на гитаре и фортепиано. Её псевдоним, Бланш, её второе имя.
В январе 2016 года певица стала участницей пятого сезона шоу «The Voice of Belgique», где на слепых прослушиваниях она исполнила песню «Daydreamer» певицы Адель. Она попала в команду французского дуэта «Cats on Trees». Во этапа дуэлей Бланш спела песню «Creep» английской группы «Radiohead» вместе с другой конкурсанткой Шарлоттой Вилерс и победила её, что дало возможность попасть в прямой эфир. Во первого прямого эфира девушка исполнила песню «Running with the Wolves» норвежской певицы Авроры и была спасена наставниками. На следующем этапе она спела песню «Runnin' (Lose It All)» британского музыканта Naughty Boy, но не была спасена своими наставниками, из-за чего выбыла из конкурса.
22 ноября 2016 года, телекомпания Radio Télévision Belge Francophone (RTBF) объявила, что Бланш была выбрана для того, чтобы представлять Бельгию на Евровидении 2017 года в Киеве, Украина. Её песня «City Lights» была выпущена 8 марта 2017 года.
13 мая 2017 на Евровидении 2017 Бланш заняла четвёртое место.

## Дискография

### Синглы
| Название      | Год  | Пиковая позиция в чартах | Пиковая позиция в чартах | Пиковая позиция в чартах | Пиковая позиция в чартах | Пиковая позиция в чартах | Пиковая позиция в чартах | Пиковая позиция в чартах | Пиковая позиция в чартах | Пиковая позиция в чартах | Сертификации   | Альбом (Мини-альбом) |
| Название      | Год  | BEL (FL)                 | BEL (WA)                 | AUT                      | FRA                      | GER                      | NLD                      | SPA                      | SWE                      | SWI                      | Сертификации   | Альбом (Мини-альбом) |
| ------------- | ---- | ------------------------ | ------------------------ | ------------------------ | ------------------------ | ------------------------ | ------------------------ | ------------------------ | ------------------------ | ------------------------ | -------------- | -------------------- |
| «City Lights» | 2017 | 1                        | 2                        | 14                       | 35                       | 38                       | 39                       | 21                       | 18                       | 24                       | - BEA: Платина | TBA                  |